# José Santos de la Hera
José Santos de la Hera y de la Puente (Sestao, 1792 - Madrid, 22 de enero de 1859) fue un militar español de larga actuación en el Ejército Real del Perú y posteriormente combatiente distinguido en la Primera Guerra Carlista por cuyo mérito fue nombrado conde de Valmaseda.

## Biografía
Nació en 1792 en la población portuaria de Sestao, a 10 km de Bilbao, en una familia de clase acomodada. Fueron sus padres don Ramón de La Hera y doña Francisca de la Puente. Realizó sus primeros estudios en el colegio de Vergara. A los 17 años sus padres lo enviaron a Buenos Aires (en el Virreinato del Río de la Plata), donde su hermano mayor ―el coronel Felipe de la Hera― servía en el Ejército Real del Perú. Se incorporó como cadete en el regimiento de infantería de Buenos Aires (más tarde llamado regimiento Fernando VII). A poco de llegar a Buenos Aires estalló la Revolución del 25 de Mayo, lo que condujo al virrey del Perú, José Fernando de Abascal, a tomar medidas inmediatas para contener el avance independentista, cuyos primeros brotes habían sido sofocados el año anterior (1809) en las provincias de La Paz y Charcas.

### En el Ejército Real del Perú
El entonces cadete De la Hera recibió su bautizo de fuego con las primeras campañas que el general José Manuel de Goyeneche dirigió en el Alto Perú, la primera de las cuales culminó con la decisiva batalla de Huaqui. Seguidamente participó en la «pacificación» de las provincias comprendidas entre el río Desaguadero y el río Suipacha, al sur de Potosí. Tomó parte de ocho acciones militares, incluido el ataque y la toma de la ciudad de Cochabamba en 1812.
En septiembre de 1812 formó parte de la división realista mandada por el general Pío Tristán, que fue derrotada en las batallas de Tucumán y Salta. Con otros «juramentados» que quisieron continuar al servicio del rey, su hermano ―el coronel Felipe de La Hera― organizó el batallón Partidarios que se incorporó al ejército del nuevo general en jefe del Alto Perú, el mariscal de campo Joaquín de la Pezuela.
Combatió con distinción en la sangrienta batalla de Vilcapugio, en la cual tuvo la desgracia de ver caer muerto a su hermano Felipe mientras conducía el batallón que mandaba.
Poco después combatiría nuevamente en la batalla de Ayohúma, por la cual el ejército realista arrojó a los independentistas hasta las provincias de Salta y Jujuy. En 1814 era comandante del batallón Partidarios, y como tal participó en la ofensiva emprendida para distraer a las fuerzas de Buenos Aires que operaban sobre la estratégica ciudad de Montevideo. Sin embargo esta campaña culminaría con la llegada de las noticias que confirmaban la caída de la plaza en poder de los independentistas.
En 1815, tras la batalla de Viluma y en atención a sus méritos, el comandante José Santos de La Hera fue ascendido a coronel efectivo cuando contaba con tan solo 23 años de edad pero 5 de ininterrumpido servicio en campaña y la experiencia de innumerables hechos de armas.
En 1816 hizo las campañas bajo el mando del general José de La Serna hasta la caída en manos realistas de la ciudad de Salta el 15 de abril de 1817. En junio de ese mismo año y al mando de su batallón derrotó en Sopachuy a la última columna del ejército de Buenos Aires que intentó penetrar en el Alto Perú. Permanecería en dicha región hasta 1820 sosteniendo diversos combates contra las guerrillas locales hasta que la invasión del ejército libertador del general José de San Martín en las costas de Lima (capital del virreinato) obligó al virrey Pezuela a movilizar los cuerpos desplegados del Alto al Bajo Perú.
En 1820 se desempeñó en la villa de Puno (cerca de Cuzco) como subinspector general de las tropas de infantería y caballería pertenecientes al ejército del Alto Perú, por lo que no tuvo una participación directa en el pronunciamiento de Aznapuquio, que depuso al virrey Pezuela. Por ese tiempo aconteció la expedición de Lord Cochrane (militar británico al servicio de Buenos Aires) al sur peruano, el coronel De la Hera fue el encargado de movilizar de dirigir desde Arequipa a las tropas a su mando para enfrentar a los independientes que desembarcando en el puerto de Arica habían ocupado Tacna seguidamente, sin embargo fue vencido por el teniente coronel Guillermo Miller en el combate de Mirave (22 de mayo de 1821) por lo que tuvo que retirarse a la espera de nuevos refuerzos pero la celebración del armisticio de Punchauca y la posterior inactividad y retirada de Miller y Cochrane le permitieron recuperar los territorios ocupados en julio de 1821.
Con motivo de la solicitud de retiro del general Juan Ramírez Orozco a comienzos de 1822 el ya brigadier De La Hera quedó interinamente al mando militar de Arequipa.
Durante la segunda campaña a intermedios que el general independentista Andrés de Santa Cruz comandó sobre el sur peruano y el Alto Perú en mayo de 1823, el brigadier De La Hera fue nombrado subjefe de Estado Mayor y como tal asistió a las diversas acciones de la campaña distinguiéndose en la toma del puente del Inca sobre el río Desaguadero (cerca del lago Titicaca), que permitió el paso del grueso del ejército español y la total persecución y derrota de las fuerzas independientes.
Por esta exitosa campaña, el virrey La Serna fue nombrado «conde Los Andes». En lo sucesivo al brigadier De La Hera le sería encomendada la labor de destruir las guerrillas remanentes que operaban en los pueblos y bosques a la derecha del río Ayopaya. Por sus éxitos fue ascendido a general. Finalmente fue nombrado gobernador de Potosí. Cuando el ejército realista se preparaba para lanzar una ofensiva definitiva sobre los territorios declarados independientes estalló la sublevación del general absolutista Pedro Antonio Olañeta que insurreccionó al Ejército del Alto Perú contra la autoridad del virrey La Serna. Debido a que el general De La Hera se mantuvo leal a la autoridad virreinal negándose a plegarse a Olañeta, este le atacó en Potosí. El general De La Hera atrincheró las dos compañías a su mando en la Casa de la Moneda, pero no pudo impedir que Olañeta se apropiara del resto de la provincia. Ante esta situación, el virrey La Serna encargó al general Gerónimo Valdés, comandante en jefe del Ejército del Sur, el sometimiento de Olañeta por medio de las armas. Durante esta fratricida campaña, el general De La Hera se halló en los encuentros de La Quebrada, Escoipe y Cotagaitilla tras los cuales Valdés quedó en situación ventajosa frente a Olañeta, pero las noticias de la derrota de Junín y las órdenes del virrey de abandonar la campaña y regresar al Bajo Perú hicieron que Olañeta quedara dueño del Alto Perú. El general De La Hera no tendría oportunidad de tomar parte en la decisiva batalla de Ayacucho, esto debido a que se encontraba en el hospital de Arequipa restableciéndose de dos heridas sufridas en la campaña contra Olañeta.

### Servicio en las islas Filipinas
Tras la capitulación de Ayacucho y la pérdida definitiva del Perú, el virrey La Serna le ordenó que pasara a servir en las islas Filipinas ―en poder del Imperio español― como subinspector general de las tropas de infantería y caballería. Para tal efecto se embarcó en Quilca en enero de 1825.
Cumplida su comisión en el archipiélago y ante el agravamiento de su salud aún convaleciente obtuvo del capitán general Martínez el correspondiente pasaporte para regresar a España, donde volvió después de 25 años de servicio en América y Oceanía, y tras haber dado la vuelta al mundo haciendo la ruta de Asia y la del cabo de Buena Esperanza, al sur de África.

### Retorno a España
Por su comportamiento durante la guerra Carlista le fue conferido el título de conde de Valmaseda y el grado de teniente general el 21 de mayo de 1835. Fue también senador por las provincias de Toledo y Vizcaya.
Falleció en Madrid el 22 de enero de 1859.